# Nola patricia
Nola patricia är en fjärilsart som beskrevs av Van Son 1933. Nola patricia ingår i släktet Nola och familjen trågspinnare. Inga underarter finns listade i Catalogue of Life.